# Saint-Palais-du-Né
Saint-Palais-du-Né – miejscowość i gmina we Francji, w regionie Nowa Akwitania, w departamencie Charente. Nazwa miejscowości pochodzi od imienia św. Paladiusza.
Według danych na rok 1990 gminę zamieszkiwały 282 osoby, a gęstość zaludnienia wynosiła 21 osób/km² (wśród 1467 gmin regionu Poitou-Charentes, Saint-Palais-du-Né plasuje się na 729. miejscu pod względem liczby ludności, natomiast pod względem powierzchni na miejscu 656.).